# Dan Turèll
Dan Turèll (ur. 19 marca 1946 w Kopenhadze, zm. 15 października 1993 tamże) – duński poeta i prozaik.

## Życiorys
Dorastał w Vangede niedaleko Kopenhagi. W 1968 brał udział w rewolcie studenckiej, jednak nie angażował się w działalność polityczną. Interesował się buddyzmem i alternatywnymi stylami życia. Początkowo tworzył pod wpływem Allena Ginsberga, później jego twórczość z mrocznej stała się bardziej otwarta i dziennikarska, w tzw. stylu amerykańskim – m.in. Vangede billeder (Obrazki z Vangede, 1975) i Storby-blues (Blues wielkiego miasta, 1977). Podjął próbę odnowienia powieści kryminalnej w stylu Raymonda Chandlera, pisząc wielotomowy cykl Mord i mørket (Morderstwo w mroku, 1981-1990).